# Station Suchedniów Wąskotorowy
Station Suchedniów Wąskotorowy is een spoorwegstation in de Poolse plaats Suchedniów.